# Edwin B. Dooley

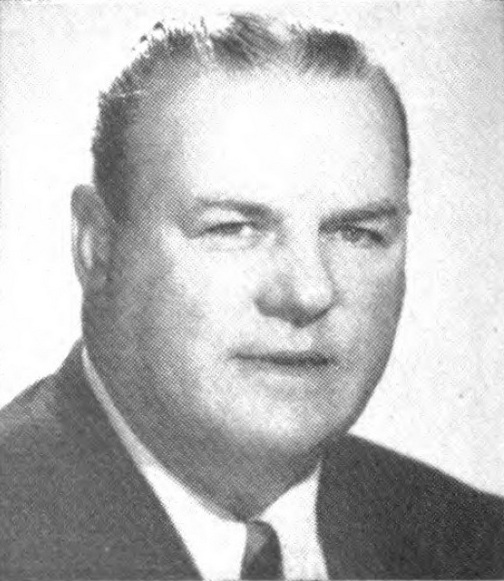
Edwin B. Dooley

Edwin Benedict Dooley (* 13. April 1905 in New York City; † 25. Januar 1982 in Boca Raton, Florida) war ein US-amerikanischer Politiker. Zwischen 1957 und 1963 vertrat er den Bundesstaat New York im US-Repräsentantenhaus.

## Werdegang
Edwin Dooley wurde ungefähr neun Jahre vor dem Ausbruch des Ersten Weltkrieges in Brooklyn geboren. Er graduierte an der St. John’s Prep School. Seinen Bachelor of Arts machte er 1927 am Dartmouth College in Hanover (New Hampshire) und 1930 seinen Bachelor of Laws an der Fordham University Law School in New York City. Zwischen 1927 und 1938 arbeitete er als Feuilletonist für die New York Sun. Daneben begann er 1936 mit seiner Tätigkeit bei der Hörfunkanstalt in New York City – eine Stellung, die er bis 1948 ausübte. Zwischen 1938 und 1955 war er als PR-Sachbearbeiter tätig. Während des Zweiten Weltkrieges saß er in den Secretary of the Navy und Secretary of War Food Committees. Ferner war er zwischen 1942 und 1946 Trustee in der Village von Mamaroneck. Dann gehörte er zwischen 1946 und 1948 dem Institute of Public Relations an. Er war zwischen 1950 und 1956 Bürgermeister von Mamaroneck. Politisch gehörte er der Republikanischen Partei an.
Bei den Kongresswahlen des Jahres 1956 für den 85. Kongress wurde Dooley im 26. Wahlbezirk von New York in das US-Repräsentantenhaus in Washington, D.C. gewählt, wo er am 4. Januar 1957 die Nachfolge von Ralph A. Gamble antrat. Er wurde zwei Mal in Folge wiedergewählt. 1962 erlitt er bei seiner erneuten Wiederwahlkandidatur eine Niederlage und schied nach dem 3. Januar 1963 aus dem Kongress aus.
Nach seiner Kongresszeit ging er wieder der Öffentlichkeitsarbeit nach. Zwischen 1966 und 1975 hatte er den Vorsitz in der New York State Athletic Commission. Er lebte bis zu seinem Tod am 25. Januar 1982 in Boca Raton. Sein Leichnam wurde eingeäschert und die Asche im Anschluss darauf auf der Familiengrabstätte auf dem Gate of Heaven Cemetery in Hawthorne verstreut.